# Prealpes Eslovenos orientales
Los Prealpes Eslovenos orientales (en esloveno, Vzhodne Slovenske Predalpe) son una subsección perteneciente a los Prealpes Eslovenos. Se encuentran en Eslovenia al este de Liubliana. Está dividido por el curso del río Sava.
Toman también el nombre de Montes de Posavje, en esloveno Posavsko hribovje. Los Posavje son una zona histórica de Eslovenia al este de Liubiana, tal zona llega casi al límite con Croacia.

## Clasificación
La SOIUSA incluye a los Prealpes Eslovenos orientales dentro de la sección de los Prealpes Eslovenos. Se encuentra en los Alpes orientales, con la siguiente clasificación:
- Gran sector = Alpes del sudeste
- Sección = Prealpes Eslovenos
- Subsección = Prealpes Eslovenos orientales
- Código = II/C-36.II

## Subdivisión
Se subdividen en un supergrupo alpino y tres grupos:
- Montes de Posavje (A)
  - Montes noroccidentales de Posavje (A.1)
  - Montes nororientales de Posavje (A.2)
  - Montes sudoccidentales de Posavje (A.3)